# 尼基茨基大道

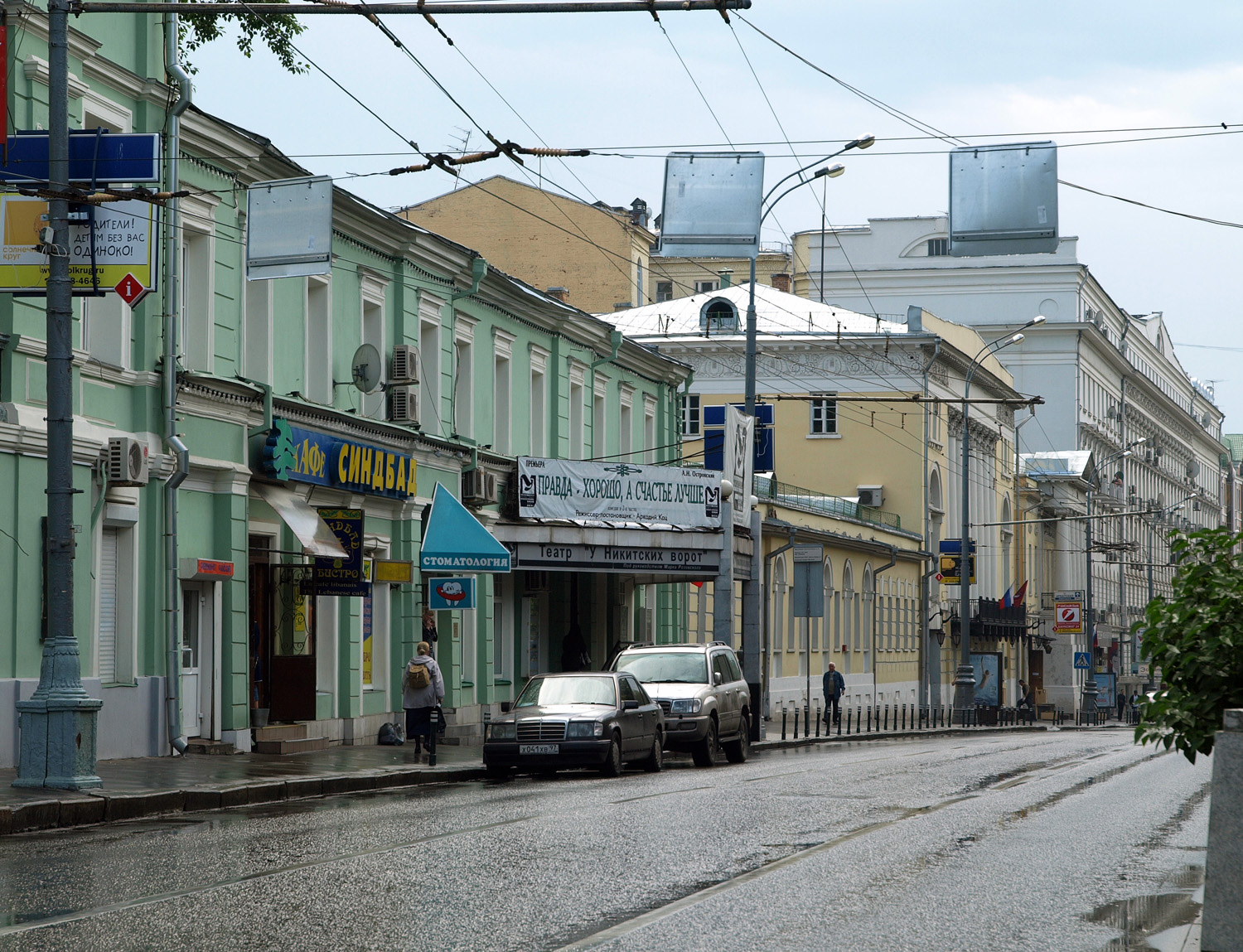

尼基茨基大道（羅馬化：Nikitskiy bulvar）是俄罗斯莫斯科中心的一条大道。它是莫斯科林荫环路的一部分，连接阿尔巴特广场与尼基茨基广场。但是真正的林荫大道已经只有三分之二的部分；其南段在1960年代被夷为平地，让位给阿尔巴特广场下的隧道。1950年，街道以亚历山大·苏沃洛夫元帅更名为苏沃洛夫大道（Суворовский Бульвар）。旧的街名在1994年恢复。
这条街上有作家果戈里纪念碑，放在一座18世纪庭院的深处，作家在这里度过了最后几年1848年至1852年，在那里他烧毁了《死魂灵》第二卷的手稿。这座纪念碑由雕塑家尼古拉·安德烈耶夫描绘果戈里的抑郁状态，最初（1909年）立于果戈里大道的北端，但是，显然是由于斯大林的反感，于1951年搬迁其目前的位置。第二个果戈理纪念碑是雕塑家尼古拉·托姆斯基的作品，立于1956年，符合社会主义现实主义的要求，但却不符合果戈理的精神状态。